# Свети Николай (Аетия)
„Свети Николай“ (на гръцки: Αγίου Νικολάου) е възрожденска православна църква в гревенското село Аетия (Цурляка), Егейска Македония, Гърция, част от Гревенската епархия.
Църквата е построена в 1863 и вероятно е обновена в 1880 година и е единственият храм на селото. Църквата има ценен резбован иконостас, на който има надпис с дата 8 май 1903 година и името на самаринския зограф отец Адам Сакоманос.